# 聖馬太教堂 (哥本哈根)

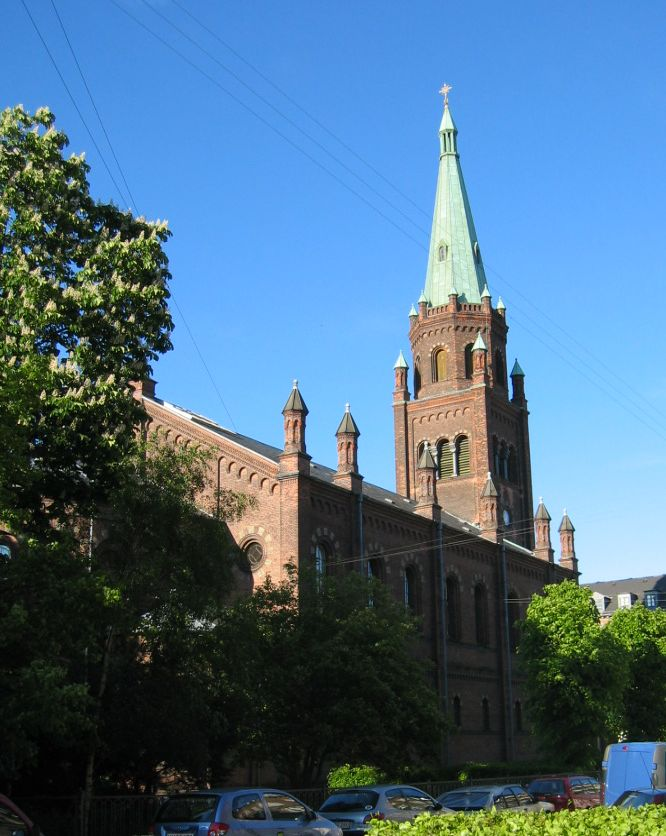

聖馬太教堂 （丹麥語：Sankt Mathæus Kirke)是丹麥首都哥本哈根的一座教堂。該教堂位於韋斯特布羅地區，是這一地區最為古老和最大的教堂。教堂竣工於1880年，設計者是Ludvig Fenger。教堂外觀為北意大利文藝復興式紅磚建築。